# Porta gayola

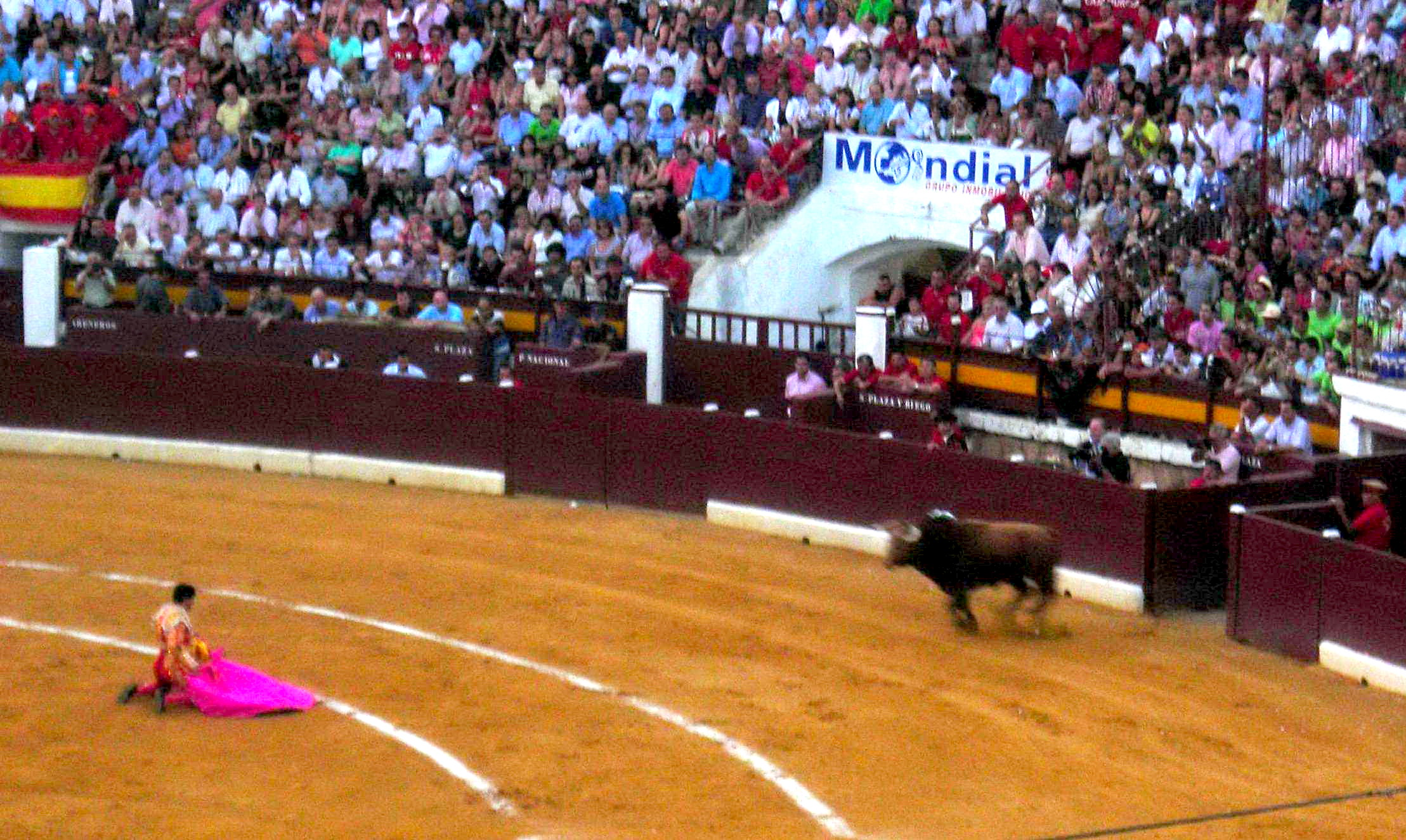
El torero Pepín Liria recibiendo a porta gayola.

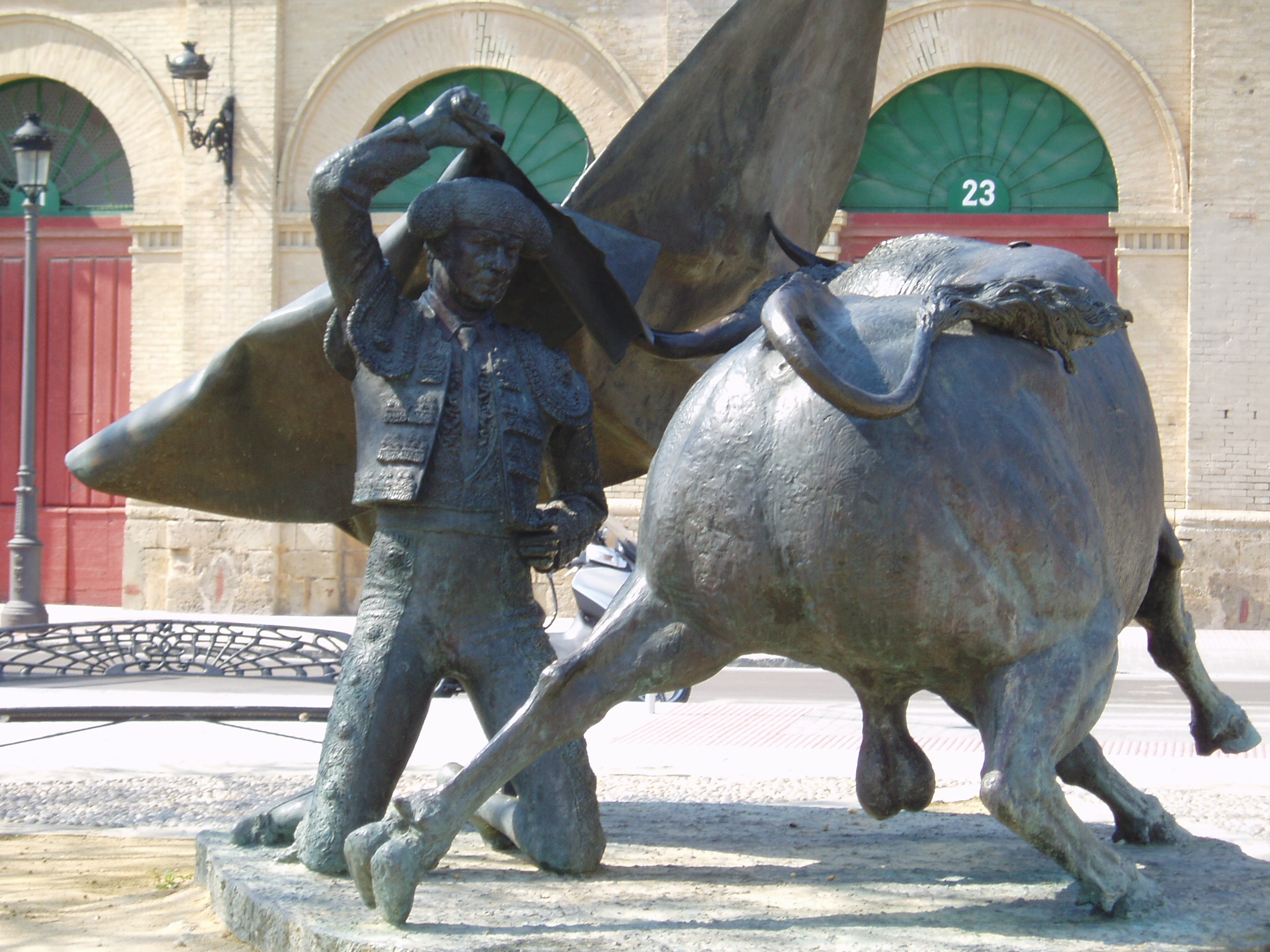
Estatua de Paquirri en El Puerto de Santa María.

En la terminología taurina, se denomina porta gayola al lance en el que el torero espera al toro de rodillas enfrente de la puerta de toriles, antes de que el animal salga al ruedo, y cuando se produce la embestida, la burla mediante el pase de capa conocido como larga cambiada, en el cual el capote sujeto únicamente con una mano, se sitúa por encima del diestro, dirigiendo la parte del envés hacia el toro, el cual sale del encuentro por el lado contrario a la mano con la que el torero sujeta la capa. Esta suerte es muy espectacular, pero también peligrosa, pues el animal puede salir deslumbrado a la plaza y arrollar o cornear al torero sin obedecer al engaño. Se ejecuta también en el rejoneo o toreo a caballo, cuando el jinete sobre el caballo, espera al toro delante de los chiqueros y escapa de la embestida mediante un quiebro. El término procede del portugués porta que significa puerta y gaiola que es chiquero o jaula. Literalmente significa, por lo tanto, puerta de chiquero.